# أصدقاء للأبد (رواية)
أصدقاء للأبد (بالإنجليزية:  Friends Forever)‏، هي إحدى روايات الروائية الأمريكية دانيال ستيل، وهي من الروايات الاجتماعية.

## نبذة قصيرة
تدور أحداث الرواية عن خمسة اصدقاء بدأت صداقتهم من مرحلة رياض الأطفال وامتدت إلى كل مراحل حياتهم بعد ذلك وتشاركوا الحياة بحلوها ومرها وتقاربت عائلاتهم كنتيجة لصداقتهم المتينة.